# Cortaillod
Cortaillod – miejscowość i gmina w zachodniej Szwajcarii, w kantonie Neuchâtel. Leży nad jeziorem Lac de Neuchâtel.

## Demografia
W Cortaillod mieszka 4 705 osób. W 2021 roku 20,5% populacji gminy stanowiły osoby urodzone poza Szwajcarią. 

## Transport
Przez teren gminy przebiega autostrada A5. 